# Callereca gracilis
Callereca gracilis is een hooiwagen uit de familie Assamiidae. De wetenschappelijke naam van Callereca gracilis gaat terug op Roewer.